# Operación Amanecer 8
La Operación Amanecer 8 fue una operación militar de Irán contra Irak en la guerra entre Irán e Irak en 1986, como parte de la primera Batalla de Al Fao. 
Es considerada como uno de los grandes logros de Irán en la contienda. Los iraníes pudieron tomar la Península de Al-Faw, cortando el acceso iraquí al Golfo Pérsico en el proceso; esto, a su vez, endureció las actitudes iraquíes para proseguir con la guerra. La península fue posteriormente retomada por fuerzas de Irak cerca del final del conflicto mediante el uso masivo e ilegal de armas químicas.

## Ofensiva iraní
El 9 de febrero de 1986 Irán lanzó la operación con 100,000 tropas que comprendían a 5 divisiones del ejército y 50,000 hombres de los Pasdaran y los Basij en una ofensiva de 2 lanzas o puntas en el sur de Irak. A diferencia de las anteriores ofensivas Amanecer 8 fue planeada enteramente por oficiales profesionales que hicieron sus carreras bajo el Sha Mohammad Reza Pahlevi. Los iraníes lanzaron una amaga ofensiva contra Basora que fue detenida por los iraquíes; por otro lado el ataque iraní fue lanzado sobre la importante y estratégica península de Al-Faw, que cayó después de 24 horas de lucha.
Los iraníes lanzaron su asalto sobre la península en la noche, cuando sus hombres arribaron en botes hinchables . Después de tomar la península las tropas iraníes construyeron un puente pontón y empezaron a excavar posiciones defensivas.

## Contraofensiva iraquí
El 12 de febrero Irak lanzó una contraofensiva para retomar Al Fao, que falló después de una semana de intensa lucha. Sadam Huseín mandó a uno de sus mejores comandantes, el general Maher Abd al-Rashid y la  Guardia Republicana Iraquí para iniciar una nueva ofensiva para retomar Al Fao el 24 de febrero. Entonces tuvo lugar una nueva ronda de intensos combates tomó lugar, centrada en un contraataque de 3 puntas en el que los iraquíes perdieron a 10,000 hombres y los iraníes a 30,000 por los siguientes 4 días. Los ataques iraquíes fueron apoyados por helicópteros artillados, cientos de tanques y una enorme ofensiva de bombardeos de la Fuerza Aérea de Irak. A pesar de tener la ventaja en poder de fuego y el uso extensivo de armas químicas, el intento iraquí de retomar Al Fao falló.

## Consecuencias
La caída de la península y el fracaso de las contraofensivas iraquíes constituyeron un enorme soplo al prestigio del régimen Baaz y el temor a que todo el Golfo Pérsico quedara en manos de Irán cuando ganara la guerra. En particular Kuwait filtró amenazas con tropas iraníes a solo 16 kilómetros e incrementó su ayuda a Irak. Durante la Segunda Batalla de Al Fao en abril de 1988 Irak retomar la península.